# Frontiniella regilla
Frontiniella regilla là một loài ruồi trong họ Tachinidae.